# Mont-d'Astarac
 Mont-d'Astarac  là một xã thuộc tỉnh Gers trong vùng Occitanie tây nam nước Pháp. Xã này có độ cao trung bình 349 mét trên mực nước biển.